# كفريا (صيدا)
كفريا هي إحدى القرى اللبنانية من قرى قضاء صيدا في محافظة الجنوب.